# ریچارد گری ویلسون
ریچارد گری ویلسون (انگلیسی: Richard Wilson؛ زادهٔ ۱۶ ژانویهٔ ۱۹۵۵) فرد نظامی اهل استرالیا است. وی برندهٔ جوایزی همچون نشان استرالیا شده‌است.